# Philipp Deichmann
Karl Ernst Philipp Deichmann (* 24. Dezember 1889 in Gilserhof; † 21. Mai 1962 in Koblenz) war ein deutscher Verwaltungsjurist.

## Leben
Deichmanns Vater war der aus Lembach (Homberg) stammende Amtsrat Deichmann, der das ehemalige Rittergut Gilserhof von dem Ritterschaftlichen Stift Kaufungen gepachtet hatte. Er studierte Rechtswissenschaft an der Albert-Ludwigs-Universität Freiburg und renoncierte 1908 beim Corps Rhenania Freiburg. 1909 schied er als Fuchs aus. An der Philipps-Universität Marburg promovierte er 1912 zum Dr. iur.
Von 1916 bis 1919 war er Gerichtsassessor im Königreich Preußen, dann wechselte er in die innere Verwaltung des Freistaats Preußen. Nach drei Jahren als Regierungsassessor bei der Bezirksverwaltung in Gumbinnen war er von 1922 bis 1928 Regierungs- und Oberregierungsrat im Preußischen Finanzministerium.
1929 wurde er Landrat im Kreis Neidenburg. 1932 wechselte er als Landrat zum Kreis Eschwege.
Zum 1. Mai 1933 trat er in die NSDAP ein (Mitgliedsnummer 2.867.853). 1934 wurde er Mitglied des SA-Pioniersturms.
Von 1936 bis 1945 war er Landrat im Landkreis Trier.
Von 1949 bis 1958 war er Leiter der Landesvermögensverwaltung Rheinland-Pfalz in Koblenz.
Erfolglos kandidierte er für die FDP bei der Bundestagswahl 1953 auf der rheinland-pfälzischen Landesliste. Dem Landesverband Rheinland-Pfalz der heimatvertriebenen Deutschen (Landsmannschaft Ostpreußen) stand er standesgemäß für frühere Nationalsozialisten als erster Vorsitzender vor.
Am 15. Mai 1954 wurde er Corpsschleifenträger von Rhenania Freiburg. Dem Corps und dem Verband für Studentenwohnheime vermachte er namhafte Beträge.